# Velika Kopašnica
Velika Kopašnica (en serbe cyrillique : Велика Копашница) est un village de Serbie situé sur le territoire de la Ville de Leskovac, district de Jablanica. Au recensement de 2011, il comptait 597 habitants.

## Démographie
| 1948 | 1953 | 1961 | 1971 | 1981 | 1991 | 2002 | 2011 |
| ---- | ---- | ---- | ---- | ---- | ---- | ---- | ---- |
| 698  | 733  | 754  | 820  | 866  | 861  | 676  | 597  |

|  |